# Илим (Забайкальский край)
Или́м — село в Нерчинском районе Забайкальского края России. Административный центр и единственный населённый пункт сельского поселения «Илимское».

## География
Село находится в западной части района, на левом берегу реки Торга (приток Нерчи), на расстоянии примерно 37 км (по прямой) к северо-западу от Нерчинска. Абсолютная высота — 562 м над уровнем моря.
Климат
Климат характеризуется как резко континентальный, с продолжительной холодной зимой. Средняя температура самого тёплого месяца (июля) составляет 18 — 20 °С (абсолютный максимум — 38 °С). Средняя температура самого холодного месяца (января) — −28 — −30 °С (абсолютный минимум — −54 °С). Годовое количество осадков — 300—350 мм. Продолжительность безморозного периода составляет 100—110 дней.
Часовой пояс
Село Илим находится в часовой зоне МСК+6. Смещение применяемого времени относительно UTC составляет +9:00.

## История
Основано в 1770 году русскими крестьянами-переселенцами поблизости от стойбища тунгусов. Позднее в Илим переселилось несколько казачьих семей. В 1890 году была открыта церковно-приходская школа, а в 1916 году — двухклассное училище и почтовое отделение. В 1929 году, в ходе коллективизации, был организован колхоз «Красный пахарь»; в 1930 году — колхоз имени К. Е. Ворошилова (с 1958 года — колхоз имени Первого мая).

## Население
| 1989 | 2002 | 2010 | 2012 | 2013 | 2014 | 2015 |
| ---- | ---- | ---- | ---- | ---- | ---- | ---- |
| 888  | ↘797 | ↘665 | ↘649 | ↘639 | ↘632 | ↗641 |
| 2016 | 2017 | 2018 | 2019 | 2020 | 2021 |      |
| ↘637 | ↘634 | ↗645 | ↗646 | ↘620 | ↗681 |      |

Половой состав
По данным Всероссийской переписи населения 2010 года в гендерной структуре населения мужчины составляли 48,7 %, женщины — соответственно 51,3 %.
Национальный состав
Согласно результатам переписи 2002 года, в национальной структуре населения русские составляли 96 % из 795 чел.

## Улицы
| - ул. Березовская, - ул. Верхняя, - ул. Замалая, - ул. Молодёжная, - ул. Набережная, | - ул. Нагорная, - ул. Нижняя, - ул. Первомайская, - ул. Советская, - ул. Центральная. |

## Инфраструктура
В селе функционируют средняя общеобразовательная школа.